# Месть от кутюр
«Месть от кутюр» или «Портниха» (англ. The Dressmaker) — кинофильм режиссёра Джослин Мурхаус, вышедший на экраны в 2015 году. Экранизация одноимённого романа Розали Хэм.

## Сюжет
Действие происходит в 1951 году в маленьком австралийском городке Дунгатар. После двадцатипятилетнего отсутствия в него возвращается Миртл Даннедж, которую тогда, много лет назад, обвинили в смерти одноклассника Стюарта Петтимена и отправили в детский интернат. Сойдя с ночного автобуса в модном платье, она сразу же направляется в дом своей матери, перед этим успев встретиться и перекинуться мимолётным приветствием с увидевшим её сержантом Фэрретом, тем самым полицейским, который тогда давно и забрал её из дома, когда её отправляли в интернат. Миртл говорит, чтобы теперь её называли Тилли, и что скоро все в городке узнают, что она вернулась. Внутри дома царит бардак, грязь и зловоние, а сама мать превратилась в безумную старуху, не помнящую собственную дочь.
Утром играя в гольф и попадая шарами по домам горожан, Тилли вспоминает своё детство и все те грубые слова, которые говорили ей. Женщина просит свою мать вспомнить её, потому что тогда она сама вспомнит, что же произошло тогда в её детстве. Но старуха молчит.
Первым делом Тилли наводит порядок в доме и отмывает свою мать. Затем является на регбийный матч в экстравагантном наряде и помогает команде своего городка победить. Горожане в шоке. Оказывается, что за те годы, что её не было в городке, Тилли выучилась на портниху, и теперь шьёт просто шикарную одежду. 
Женщина выясняет, кто заботился о её матери все эти годы. Постепенно у Тилли складываются дружеские отношения с сержантом Фэрретом, пожилой женой местного аптекаря, её ровесником Тедди Максуинни и его умственно отсталым братом, их семья все время жила в городке.
Попав на детскую площадку своей школы Тилли вдруг вспоминает, как дети дразнили её «Пришибленная» и всячески издевались. А тот самый мальчик Стюарт, в смерти которого её обвинили, буквально охотился за ней, избивая при первой возможности. Учительница видела всё это и равнодушно закрывала окно.
Тилли возвращается домой, пытается кормить мать и признаётся, что потеряла ребёнка. Она рассказывает, что работала портнихой в Париже у женщины-дизайнера, которая дала Тилли рекомендацию в Дом мод Баленсиага. Молли, мать Тилли, агрессивно настроена, не помнит ничего из прошлого и считает дочь убийцей. В разгар ссоры между ними в дом приходит Гертруда Пратт. На матче Тилли обещала Герт сшить прекрасный наряд. Гертруда заказывает платье. В качестве оплаты Тилли получает у Гертруды информацию том, кто рассказал в тот день Стюарту, где она пряталась. Гертруда признаётся, что это была она. Ведь, когда не били Тилли, били Гертруду.
Тем временем регбисты празднуют победу, ведут себя громко и развязно. Они устраивают испытание на храбрость Тедди, который так же играет в этой команде. Он прыгает внутрь силосной башни с пшеницей, кишащей мышами, и совсем их не боится.
Днём к Тилли приходит сержант Фэррет и приносит посылку. Горожане нажаловались на её экстравагантный вид, и он обыскивает содержимое. Выясняется главная страсть сержанта: шить и носить женские наряды. Именно это много лет назад узнал отец погибшего мальчика, Эван Петтимен, и заставил сержанта увезти Тилли в интернат для трудных детей сразу после трагедии.
Вечером танцы, на которые Гертруда приходит в наряде от Тилли и сражает наповал всех, в том числе красавчика Уильяма Бомона, который на неё ранее и смотреть не хотел. В тот же вечер Тедди приглашает Тилли и её маму в кино. Он симпатизирует Тилли. После кино они долго беседуют за чаем, пока подвыпившая Молли спит. Тилли рассказывает, что бежала из детского дома и жила в Европе. В свою очередь Тедди говорит, что их семью хотели выселить из города из-за его больного брата. Тедди хочет заботиться о Тилли и защищать её.
Утром следующего дня у Тилли появляется ещё несколько клиенток.
Дневным автобусом в город приезжает Уна Плезанс и обнаруживает на улицах множество модно одетых женщин. Прибывшая оказывается портнихой с дипломом, которую пригласил Эван Петтимен. Он организует в своём доме ателье и салон для Уны. Открытие модного салона совсем не нравится Мэриголд Петтимен. Помешанная на чистоте женщина страдает от обилия мусора, приносимого гостями.
Роман между Тедди и Тилли вот-вот разгорится, он предлагает ей сбежать из города. Но Тилли отказывается: нельзя сбежать от всего, говорит она.
Гертруда заказывает свадебное платье в новом салоне, но оно ей не нравится. Приходит её жених, и девушка в панике убегает к Тилли. Следом к Тилли приезжает и Уна, требуя вернуть невесту. Гертруда выходит в ослепительном вечернем платье и демонстративно нанимает Тилли как лучшую портниху, а её жених просит Тедди, к ужасу собственной матери, быть шафером на свадьбе. Теперь Тедди нужен костюм, и он приходит к Тилли. Пока она снимает мерки, он приглашает её на собственную свадьбу.
Мэриголд застукала своего мужа с Уной. Та плачет, что разорена, а Эван успокаивает её, и вскрывается их длительная интимная связь. Расстроившись, Мэриголд идёт к Тилли и просит сшить ей сногсшибательное платье, в процессе рассказывая, как она потеряла сына — он якобы упал с дерева. Ещё она помнит, как Тилли увозили. Её сыном был Стюарт Петтимен, а Бьюла Харридьен, учительница в школе, оказывается, была свидетелем его гибели. Тилли удаётся достать протокол допроса Бьюлы, и она выясняет, что именно учительница показала, что мальчика убила Миртл.
Во время свадьбы Тилли приходит к Бьюле и читает ей её же показание многолетней давности. В показаниях куча нестыковок, на которые женщина и указывает учительнице. Напуганная женщина выкрикивает, что соврала, потому что очень боялась отца мальчика, Эвана Петтимена.
На свадьбе Гертруда блистает. Мама Тилли отгоняет Эвана от молоденьких девушек. Бьюла садится к Мэриголд и рассказывает, что Стюарт не падал с дерева, а был убит Миртл. Во время танцев сержант Фэррет признаётся Тилли, что Эван имел право сослать её, ведь он её отец. Мэриголд привселюдно обвиняет Тилли в убийстве сына, происходит скандал, и сержант говорит Тилли, что судя по всем показаниям, рядом с мальчиком тогда была только она, потому, других подозреваемых в гибели Стюарта просто нет. Барни Максуини, слабоумный брат Тедди, говорит, что был тогда там, и что Миртл отошла. Тилли в отчаянии бежит со свадьбы, но Тедди догоняет её и приводит на школьный двор. Он заставляет её вспомнить, что же произошло тогда. Мальчик Стюард любил с разбега бодать детей головой в живот, пока их держали за руки его приятели. Но в тот раз Миртл и Стюарт были одни, мальчик поставил её к стене школы, и её никто не держал, и когда он собирался снова с разбегу ударить её головой в живот, девочка просто отошла, и мальчик врезался в стену и сломал себе шею сам.
Тилли и Тедди вместе. Тедди предлагает пожениться и уехать. Когда они с Тилли сидят на зернохранилище, он прыгает туда, как делал это раньше, уверенный, что там пшеница, но там оказывается сорго, и Тедди тонет. Тилли безутешна, Тедди хоронят, все горюют. В лавке женщины обсуждают, что Тилли проклята, как и её мать. Это слышит Молли и обещает закончить то, что начала Тилли. Она возвращается домой к страдающей Тилли и рассказывает ей про отца. Спустя несколько дней Гертруда приходит, чтобы заказать костюмы для спектакля. Молли соглашается, но Тилли отказывается и в бешенстве громит всё вокруг. Молли говорит, что у Тилли есть дар преображать людей. И придумывает, как помочь своей дочери снова встать на ноги...

## В ролях
- Кейт Уинслет — Тилли Даннедж
- Джуди Дэвис — Молли Даннедж
- Лиам Хемсворт — Тедди Максуини
- Хьюго Уивинг — сержант Фаррат
- Сара Снук — Гертруда (Труди) Пратт
- Джулия Блейк — Ирма Алманак
- Барри Отто — Персиваль Алманак
- Шейн Бурн — Эван Петтимен
- Элисон Уайт — Мэриголд Петтимен
- Керри Фокс — Бьюла Харридьен
- Ребекка Гибни — Мюриэл Пратт
- Шейн Джейкобсон — Элвин Пратт
- Кэролайн Гудолл — Элсбет Бомон
- Джеймс Маккей — Уильям Бомон
- Гайтон Грантли — Барни Максуини
- Саша Хорлер — Уна Плезанс

## Награды и номинации
- 2015 — 5 премий Австралийской киноакадемии: лучшая актриса (Кейт Уинслет), лучший актёр второго плана (Хьюго Уивинг), лучшая актриса второго плана (Джуди Дэвис), лучшие костюмы (Мэрион Бойс, Марго Уилсон), лучший фильм по мнению зрителей. Кроме того, лента была номинирована ещё в 7 категориях: лучший фильм (Сью Маслин), лучшая режиссура художественного фильма (Джослин Мурхаус), лучшая операторская работа (Дональд Макальпин), лучший монтаж (Джилл Билкок), лучшая оригинальная музыка (Дэвид Хиршфельдер), лучшая работа художника (Роджер Форд), лучший звук.
- 2016 — 4 премии Австралийской ассоциации кинокритиков: лучшая актриса (Кейт Уинслет), лучший актёр второго плана (Хьюго Уивинг), лучшая актриса второго плана (Джуди Дэвис), лучший сценарий (Джослин Мурхаус, П. Дж. Хоган). Кроме того, лента была номинирована ещё в 4 категориях: лучший фильм, лучшая режиссура (Джослин Мурхаус), лучшая актриса второго плана (Сара Снук), лучшая операторская работа (Дональд Макальпин).
- 2016 — 2 премии Австралийского общества кинокритиков: лучшая актриса (Кейт Уинслет), лучшая актриса второго плана (Джуди Дэвис). Кроме того, лента была номинирована ещё в 8 категориях: лучший фильм (Сью Маслин), лучшая режиссура (Джослин Мурхаус), лучший актёр второго плана (Хьюго Уивинг), лучшая актриса второго плана (Сара Снук), лучшая операторская работа (Дональд Макальпин), лучший монтаж (Джилл Билкок), лучшая оригинальная музыка (Дэвид Хиршфельдер), лучшая работа художника (Роджер Форд).
- 2016 — номинация на премию Лондонского кружка кинокритиков в категории «лучшая британская или ирландская актриса года» (Кейт Уинслет).
- 2017 — номинация на премию Гильдии художников по костюмам за лучшие костюмы в историческом фильме (Мэрион Бойс, Марго Уилсон).